# Dandigenahalli, Holalkere
Dandigenahalli là một làng thuộc tehsil Holalkere, huyện Chitradurga, bang Karnataka, Ấn Độ.